# Комариця Йосиф Дмитрович
Комариця Йосиф Дмитрович (нар. 18 березня 1934, с. Сколошів, Польща) — професор кафедри фармацевтичної, органічної та біоорганічної хімії Львівського національного медичного університету імені Данила Галицького (від 1991).

## Біографічні дані
У 1958 р. закінчив фармацевтичний факультет Львівського медичного інституту.
Працював: хімік-аналітик контрольно-аналітичної лабораторії Івано-Франківського облаптекоуправління (1958—1962); асистент (1962—1980), доцент (1980—1991), професор (від 1991) кафедри фармацевтичної, органічної та біоорганічної хімії Львівського медичного університету.
Кандидат хімічних наук (1969), доцент (1981), доктор фармацевтичних наук (1990), професор (1996).

## Напрями наукових досліджень
Синтез та вивчення реакційної здатності азолідин-2,4-діонів, їх аналогів і конденсованих похідних та пошук серед них біологічно активних сполук; опрацював спосіб тіонування низки гетероциклічних оксосполук, що стало підґрунтям для створення нових потенційних лікарських препаратів на основі ізороданіну і тіороданіну; уперше синтезував 4-імінотіазолідон-2 і його похідні, вивчав їх перетворення, фізико-хімічні властивості й біологічну активність.
Автор близько 120 наукових і навчально-методичних праць, серед них 19 авторських свідоцтв на винаходи.
Підготував 3 кандидатів наук.

## Основні праці
- Синтез деяких азолідонів та дослідження їх реакційної здатності (канд. дис.). Львів, 1968;
- Синтез, перетворення і біологічна активність деяких азолідонів та біологічна активність їх конденсованих похідних (докт. дис.). Львів, 1988;
- Organic chemistry (Органічна хімія — посібник). Львів, 2001.